# Virgil (Kansas)
Virgil – miasto w Stanach Zjednoczonych, w stanie Kansas, w hrabstwie Greenwood.